# Strmorinci
Strmorinci (Carapidae), porodica sitnih zmijolikih riba razreda Ophidiiformes. Ove ribice žive slobodno ili u komensalizmu te parazitski u nekim vrstama morskih organizama, kao što su trpovi nadalje u školjkama, koraljima, moruzgvama i morske morskim zvjezdačama. Ova porodica sastoji se od osam rodova s 35 vrsta.
U Jadranu žive dvije vrste Carapus acus ili dugohuljić (strmorinac vitki) i zubati strmorinac ili strmorinac trbušasti (Echiodon dentatus)

## Rodovi
1. rod Carapus
2. rod Echiodon
3. rod Encheliophis
4. rod Eurypleuron
5. rod Onuxodon
6. rod Pyramodon
7. rod Snyderidia
8. rod Tetragondacnus